# Республика Корея на летних Олимпийских играх 1976
Республика Корея принимала участие в Летних Олимпийских играх 1976 года в Монреале (Канада) в восьмой раз за свою историю, и завоевала одну серебряную и одну бронзовую медали. Сборная страны состояла из 50 спортсменов (38 мужчин, 12 женщин).
На летней Олимпиаде 1976 года Республика Корея впервые завоевала золотую медаль.

## Медалисты
| Медаль  | Спортсмен    | Вид спорта | Дисциплина                        |
| ------- | ------------ | ---------- | --------------------------------- |
| Золото  | Ян Джон Мо   | Борьба     | Мужчины, вольная борьба, до 62 кг |
| Серебро | Чан Ын Гён   | Дзюдо      | Мужчины, до 63 кг                 |
| Бронза  | Пак Ён Чхоль | Дзюдо      | Мужчины, до 80 кг                 |
| Бронза  | Чо Джэ Ги    | Дзюдо      | Мужчины, абсолютная категория     |
| Бронза  | Чон Хэ Соп   | Борьба     | Мужчины, вольная борьба, до 52 кг |
| Бронза  | Команда      | Волейбол   | Женщины                           |